# Индексиран језик
Индексирани језици су класа формалних језика које је открио Алфред Ахо; они су описани индексираним граматикама а могу да их препознају аутомати са угњежденим стеком..
Индексирани језици представљају прави подскуп скупа контекстно-сензитивних језика и прави надскуп скупова благо контекстно-сензитивних језика и контекстно-слободних језика. Квалификују се као апстрактна фамилија језика и стога задовољавају многа својства затворења. Међутим, они нису затворени у односу на пресек или комплемент. Џералд Газдар је карактерисао благо контекстно-сензитивне језике преко линеарних индексираних граматика.
Класа индексираних језика има практичан значај у процесирању природних језика као рачунски прихватљива генерализација контекстно-слободних језика, јер индексиране граматике могу да опишу многа од нелокалних ограничења која се јављају у природним језицима.

## Примери
Следећи језици јесу индексирани али нису контекст-слободни:
{\displaystyle \{a^{n}b^{n}c^{n}d^{n}|n\geq 1\}}
{\displaystyle \{a^{n}b^{m}c^{n}d^{m}|m,n\geq 0\}}
Ова два језика су индексирана али нису чак ни благо контекстно-сензитивни по Газдаровој карактеризацији:
{\displaystyle \{a^{2^{n}}|n\geq 0\}}
{\displaystyle \{www|w\in \{a,b\}^{+}\}}
Са друге стране, следећи језик није индексиран:
{\displaystyle \{(ab^{n})^{n}|n\geq 0\}}